# 朝井彩加
朝井彩加（日语：／ Asai Ayaka，1992年5月11日—）是日本女性演員、聲優，INTENTION所屬，靜岡縣出身。身高160cm。血型A型。

## 經歷
2013年1月1日起隸屬於劇團青年座。同年AMUSEMENT MEDIA綜合學院東京校畢業，亦開始聲優活動。《我不受歡迎，怎麼想都是你們的錯！》為初演出。
2015年，《新妹魔王的契約者》成瀨澪為初演女主角。

## 演出作品
- 粗體字為主要角色

### 電視動畫
2013年
- 超夢～通往覺醒的序章～（巴吉爾的冰精靈）
- 我不受歡迎，怎麼想都是你們的錯！（岡田、女學生、握手會工作人員、小學生女孩、女性廣播）

2014年
- M3〜其為黑鋼〜（工作人員）
- 精靈採訪隊（Calimero[4]）
- 金田一少年事件簿R（桃山燈[5]）
- 灰色的果實（鋼琴教師）
- selector spread WIXOSS（女學生、少女）
- 神偷怪盜1412（女學生A、導遊姐姐）
- WASIMO（正雄）
- 四月是你的謊言（女性）

2015年
- 新妹魔王的契約者（成瀨澪[6]）
- 聖劍使的禁咒詠唱（親衛隊）
- 亞爾斯蘭戰記（帕爾斯國民）
- 吹響吧！上低音號（加藤葉月）
- 银魂°（姑娘）
- 絕命制裁X（藤野的女兒）
- 魔鬼戀人 MORE,BLOOD（賈斯汀）
- 溫泉幼精小箱根（亞季、店員〈女〉）
- 新妹魔王的契約者 BURST（成瀨澪）

2016年
- 只有我不存在的城市
- 最弱無敗神裝機龍（女學生B）
- 亞人（幼時圭、主播、女性播報員）
- 熊巫女（將太）
- 偶像活動STARS！（櫻庭蘿拉）
- 魔法使 光之美少女！（並木悠斗）
- 91Days（安傑羅〈幼少期〉）
- 一人之下 the outcast（柳妍妍）
- 齊木楠雄的災難（女演員、小孩、女性A、過路人、男孩子A、女性、美子、女學生B、女子學生）
- TRICKSTER －來自江戶川亂步「少年偵探團」－（赤城芽衣子）
- 吹響吧！上低音號2（加藤葉月）
- 亞人 第二期（女性播報員）
- 超自然9人組（北谷紗榮子）

2017年
- 機動戰士GUNDAM 鐵血的孤兒 第二期（曉）
- 風夏（女學生）
- 學園少女突襲者 Animation Channel（降神陽奈）
- 昭和元祿落語心中 -助六再現篇-（小雪）
- 廢天使加百列（女子）
- 人渣的本願（步美）
- 青春歌舞伎（三輪山梨里）
- 騎士&魔法（伊莎朵拉·亞達莉娜·克沙佩加）
- 異世界食堂（艾莉烏絲）
- 野良與皇女與流浪貓之心（野良）
- 品酒要在成為夫妻之後（白石結、蜜柑、香蕉、電視聲音、雞蛋套娃）
- Just Because!（夏目美奈）
- 夢幻慶典R（歌迷、主持人、少年、女性）
- Classica Loid 第2期（卡洛莉奴）
- 魔法使的新娘（亞爾西亞）
- 泥鯨之子們在沙地上歌唱（キチャ）
- 犬屋敷（犬屋敷剛史）

2018年
- 比宇宙更遠的地方（百合）
- 三顆星彩色冒險（乃花）
- 學園奶爸（根津末吉）
- 刀劍神域外傳Gun Gale Online（伊娃／新渡戶咲）
- 黃金神威（奧索瑪）
- 惡魔高校D×D HERO（貞德）
- 關於我轉生變成史萊姆這檔事（少年）
- 隔壁的吸血鬼美眉（女僕A）
- 黃金神威 第2期（奧索瑪）

2019年
- 輝夜姬想讓人告白～天才們的戀愛頭腦戰～（巨瀨繪理香）
- Endro～！（妖精）
- 一弦定音！（真白[7]）
- 消滅都市（蒼真）
- 魔法水果籃（學生會成員）
- 流汗吧！健身少女（招待員、主持人）
- 科學一方通行（鷹田杳子）
- GIVEN 被贈與的未來（笠井朱乃）
- 入間同學入魔了！（瓦拉克·庫菈菈，瓦拉克家庭）
- 神田川JET GIRLS（環楓花[8]）
- 高分少女II（mayumayu）
- 炎炎消防隊（莉莎漁邊／菲拉[9]）
- 偶像活動 on Parade！（櫻庭蘿拉）

2020年
- pet（悟〈幼年〉、瞳的友人）
- 奇幻☆怪盜？（加藤真美、男子A）
- 輝夜姬想讓人告白？～天才們的戀愛頭腦戰～（巨瀨繪理香）
- 阿拉德 逆轉之輪（少年）
- 籃球少年王（幼年的白石）
- 炎炎消防隊 貳之章（莉莎漁邊）
- 最響Kamizmode!（男學生、永遠井光）

2021年
- WIXOSS DIVA(A)LIVE（隊友B）
- Praeter之傷（少年）
- 關於我轉生變成史萊姆這檔事 第2期（三崎劍也）
- 暮蟬悲鳴時業（補習學生）
- 神奇柑仔店（等等力圓）
- 無職轉生～到了異世界就拿出真本事～（庫爾特）
- 戰鬥員派遣中！（警官）
- 入間同學入魔了！ 第2期（瓦拉克・庫菈菈，瓦拉克家庭）
- SSSS.DYNAZENON（金江）
- Vivy -Fluorite Eye's Song-（垣谷唯）
- 現實主義勇者的王國重建記（尤諾）
- 吸血鬼馬上死（萩野真）
- 鬥神姬（ルア）

2022年
- 巧虎探索奇妙世界（店員）
- 錆色盔甲-黎明-（少年盧西奧）
- BLACK★★ROCK SHOOTER DAWN FALL（Monica[10]）
- 輝夜姬想讓人告白-超級浪漫-（巨瀨繪理香）
- 女忍者椿的心事（薊[11]）
- 黑之召喚士（卡娜）
- 我想成為影之強者！（潔塔[12]）
- 入間同學入魔了！ 第3期（瓦拉克·庫菈菈）

2023年
- JoJo的奇妙冒險 石之海（皮諾丘）
- 吸血鬼馬上死2（萩野真）
- 呆萌酷男孩（店員、同班同學）
- 輝夜姬想讓人告白-永不結束的初吻-（學生、巨瀨繪理香）
- 我內心的糟糕念頭（小林千尋[13]）
- 黃金神威 第4期（奧索瑪）
- 不死少女的謀殺鬧劇（「速射」艾莉絲[14]）
- 勇者赫魯庫（埃里尤國公主）
- 我想成為影之強者！ 2nd season（潔塔[15]）
- 某大叔的VRMMO活動記（諾菈[16]）
- 超超超超超喜歡你的100個女朋友（藥膳楠莉[17]）

2024年
- 我內心的糟糕念頭 第2期（小林千尋[18]）
- Animation x Paralympic：誰是你的英雄？（瓦拉克·庫菈菈[19]）
- 吹響吧！上低音號3（加藤葉月[20]）
- 怪異與少女與神隱（赤根珠緒）
- 關於我轉生變成史萊姆這檔事 第3期（三崎劍也）
- 刀劍神域外傳Gun Gale Online II（伊娃／新渡戶咲）
- 被逐出隊伍的治癒師，其實是最強（萊拉[21]）
- 七大罪 啟示錄四騎士 第2期（噗尼西瓦里）

2025年
- 超超超超超喜歡你的100個女朋友 第2期（藥膳楠莉[22]）
- 魔法使光之美少女！！～MIRAI DAYS～（並木悠斗）
- 青之驅魔師 終夜篇（米卡艾拉·雷伊格烏斯）
- 炎炎消防隊 參之章（莉莎漁邊[23]）

時期未定
- 異世界四重奏3（潔塔[24]）

### OVA
2014年
- 蟲奉行（武士的小孩A）

2020年
- 噬血狂襲IV（天瀨優乃）

### 劇場版動畫
2014年
- 劇場版 佑都街區（少年A、女子A）

2015年
- Love Live! 學園偶像電影
- 亞人 -衝動-（幼時圭）

2016年
- 劇場版 吹響吧！上低音號——歡迎加入北宇治高中管樂團（加藤葉月）
- 亞人 第2部-衝突-（幼時圭）
- 劇場版 偶像學園Stars！（櫻庭蘿拉）
- 魔法使 光之美少女！奇跡的變身！莫夫倫天使！（店員）

2017年
- 刀劍神域劇場版：序列爭戰
- 劇場版 吹響吧！上低音號——想傳達的旋律（加藤葉月）

2018年
- 莉茲與青鳥（加藤葉月）

2019年
- 劇場版 吹響吧！上低音號 ～誓言的終章～（加藤葉月）
- HELLO WORLD（女學生）

2020年
- 數碼寶貝 LAST EVOLUTION 絆（井上京）
- 怪物彈珠 THE MOVIE 路西法 絕望的黎明（米迦勒）

2021年
- 龍與雀斑公主
- 讓我聽見愛的歌聲（增田）

2022年
- 機動戰士鋼彈 庫克羅斯·德安之島（卡茲·哈溫、芭芭拉）

2023年
- 特別篇 吹響吧！上低音號～合奏團競賽篇～（加藤葉月[25]）

### 網路動畫
2018年
- A.I.C.O.：化身（島田菜穗）
- 怪物彈珠（米迦勒）

2020年
- 碳變：義體置換（赫莉）

2021年
- 偶像大師 灰姑娘女孩劇場 Extra Stage（早坂美玲）

2023年
- 伊藤潤二狂熱：日本恐怖故事（引摺均[26]）

### 遊戲
2012年
- 英雄傳說 零之軌跡 Evolution

2013年
- CONCEPTIONII 七星的引導與瑪祖爾的惡夢（露西）

2014年
- 學園少女突襲者（降神陽奈）
- 消滅都市（蒼真、月）
- 怪物彈珠（米迦勒）
- 問答RPG 魔法使與黑貓維茲（米爾德蕾德）

2017年
- 白貓Project（荷麗）
- 偶像大師 灰姑娘女孩 星光舞台（早坂美玲）

2018年
- 天華百劍-斬（謙信兼光）
- Dragalia Lost ～失落的龍絆～（西莉丝）

2023年
- 宿命迴響（蝙蝠）

2024年
- 絕區零（露西亞娜·奧克希斯·提奧多·德·蒙特夫）

### VOMIC
2016年
- Armor Amour（原美咲）

### 電視劇
- Last Doctor ～監察醫秋田的驗屍報告～（日语：ラスト・ドクター〜監察医アキタの検死報告〜）第7話（2014年8月29日）

### 電影
- 科學小飛俠（2013年8月24日，監督：佐藤東彌，東寶）※聲演

### 外國片配音

#### 電影
- 八月心風暴（吉恩〈艾碧·貝絲琳〉）

#### 電視劇
- CSI犯罪現場（米蘭達）
- 愛在午夜希臘時（艾拉）
- 人質（索耶）
- 貝茲旅館

### 音樂CD
| 發售日  | 名稱                                  | 名義 | 樂曲                | 商業搭配                           |
| 2015年  | 2015年                                | 2015年                                                                                                   | 2015年              | 2015年                             |
| ------- | ------------------------------------- | --- | ------------------- | ---------------------------------- |
| 3月4日  | 新妹魔王的契約者 臨界突破的絕頂音樂集 | 成瀨澪（朝井彩加）                                                                                       | 「」                | 電視動畫《新妹魔王的契約者》       |
| 3月25日 | 新妹魔王的契約者 臨界突破的悅樂音樂集 | 成瀨澪（朝井彩加）、成瀨萬理亞（福原香織）                                                               | 「Dear My Darling」 | 電視動畫《新妹魔王的契約者》       |
| 5月13日 |                                       | 北宇治四重奏（黃前久美子（黑澤朋世）、加藤葉月（朝井彩加）、川島綠輝（豐田萌繪）、高坂麗奈（安濟知佳）） | 「」                | 電視動畫《奏響吧！上低音號》片尾曲 |

### 其他
- （豐聰耳神子、路人河童B）

## 外部連結
- 朝井彩加官方Blog Color Append... - Ameba Blog （页面存档备份，存于）（日語）
- 朝井彩加的X（前Twitter）（日語）